# Pelophylax kurtmuelleri
La rana verde balcanica (Pelophylax kurtmuelleri Gayda, 1940) è un anfibio anuro appartenente alla famiglia dei Ranidi.

## Descrizione
La rana verde balcanica è in media leggermente più piccola della rana verde maggiore, inoltre se ne differenzia per il ventre solitamente bianco, senza macchie scure. Le parti superiori sono di colore verde chiaro o scuro, oppure da marrone a grigio. Sul dorso si trovano solitamente macchie scure piuttosto grandi, di forma irregolare, e in genere anche una banda mediana dorsale chiara. I maschi sono provvisti di due sacche vocali di colore grigio scuro, inoltre nel periodo riproduttivo sviluppano calli nuziali scuri. Tra le dita delle zampe posteriori sono presenti palmature ben sviluppate che, al contrario di quelle della rana dell'Epiro con cui condivide gli stessi habitat, non sono giallo-arancioni ma grigio-verdastre. Anche i fianchi non sono mai giallognoli o verdi chiari come in questa specie, che inoltre emette un gracidio vibrante (e non gracchiante). La lunghezza è di 6-7,5 cm nei maschi e di 6-10 cm nelle femmine.

## Biologia
La denominazione corretta per molte delle rane verdi europee è oggetto di dibattito da anni, non solo perché le specie sono poco differenziate tra loro, ma anche per il problema delle ibridazioni e perché questi animali sono stati introdotti dall'uomo in molte regioni nuove. Così non sembra certo neppure lo status delle popolazioni che vivono nei Balcani meridionali, finora attribuite alla rana verde maggiore e note con il nome sinonimo P. balcanicus, in quanto distinte da pochissime differenze genetiche. Anche i confini esatti dell'areale di distribuzione sono in gran parte ancora poco chiari. Sul campo, comunque, le differenze tra i richiami sono in genere piuttosto udibili. Mentre i maschi di rana verde maggiore emettono serie di richiami più lunghe e gracchianti, il canto della rana verde balcanica suona più «gradevole» e costituito da un numero minore di singoli suoni. La biologia è la stessa della rana verde maggiore, comunque la riproduzione parte da febbraio/marzo.

## Distribuzione e habitat
La rana verde balcanica popola la regione balcanica meridionale, dove è molto frequente. Si trova nella maggior parte della Grecia (con l'eccezione del nord-est), comprese molte isole del Mediterraneo come Zante e Citera, in Albania e in regioni limitrofe. La rana verde balcanica vive presso corsi e specchi d'acqua piccoli e grandi di ogni tipo, tanto su fiumi e laghi a livello del mare quanto presso pozzanghere e piccoli ruscelli montani fin oltre 1000 m di altitudine.